# Paul Stoddart
Paul Stoddart (Melbourne, 26 de maio de 1955) é um magnata da aviação australiano e antigo proprietário da equipe Minardi de Fórmula 1. Mais tarde, levou a marca Minardi para a Champ Car World Series após a compra de uma porção da equipe CTE-HVM Racing, a qual ele renomeou para Minardi Team USA para 2007.